# Szkło ołowiowe

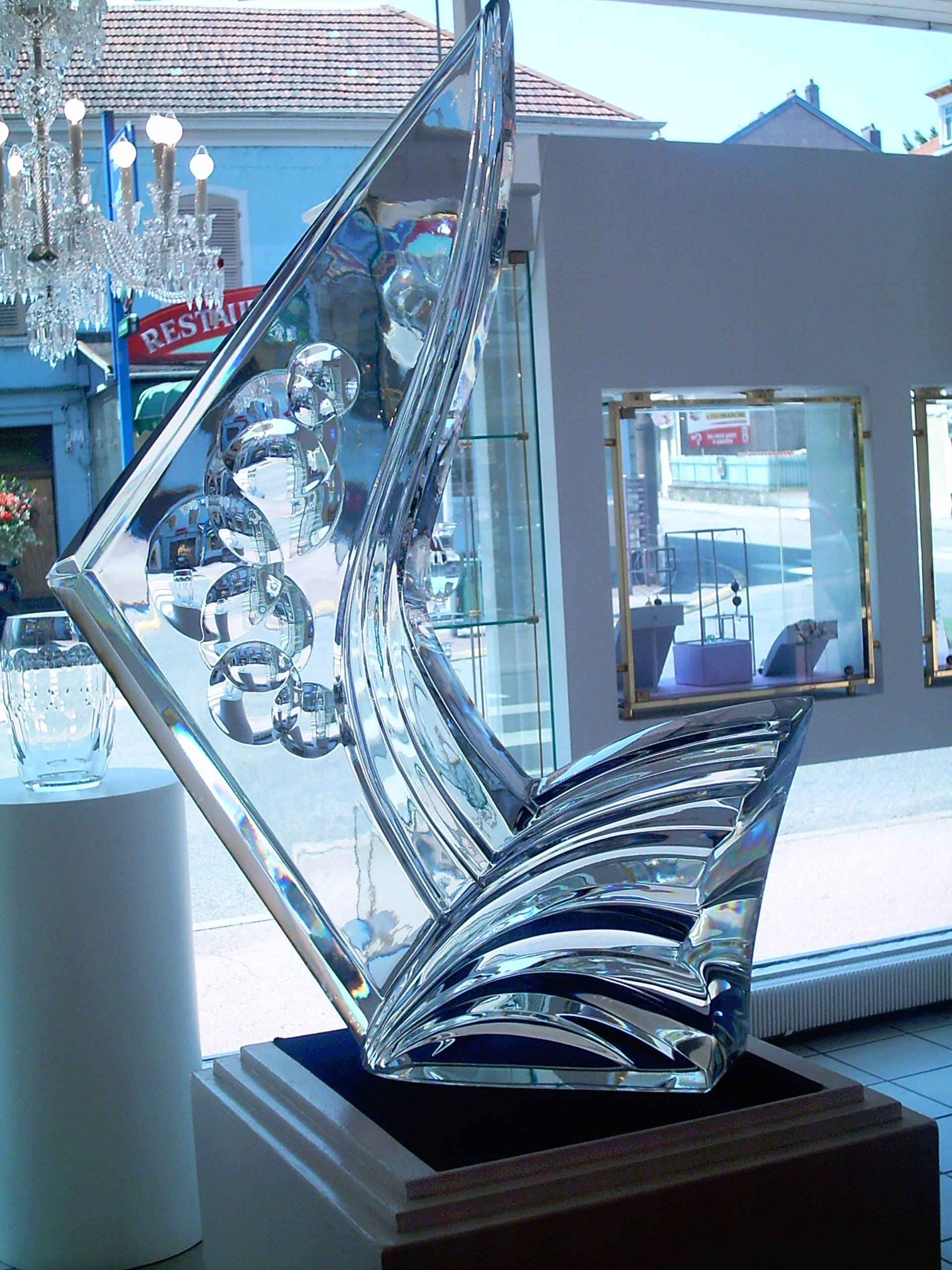
Rzeźba ze szkła kryształowego

Szkło ołowiowe (kryształowe) — bezbarwna i przezroczysta odmiana szkła stosowana do wyrobu przedmiotów dekoracyjnych, zawierająca pewną ilość ołowiu wprowadzonego w postaci tlenków (glejty lub minii). Ołów występuje w gotowej masie szklanej pod postacią jonu modyfikującego Pb2+. Za szkło ołowiowe uważa się według norm takie szkło, które zawiera ponad 18% tlenku ołowiu. Jego zawartość może sięgać nawet 80%.

## Właściwości
Wprowadzenie ołowiu do szkła powoduje zmianę szeregu własności fizycznych szkła.
- Znaczny wzrost współczynnika załamania światła z ok. 1,5 dla szkieł konwencjonalnych do 1,65 dla szkła o zawartości 50% PbO, a nawet 1,8 dla szkieł 80%. Dzięki temu szkło ołowiowe ma specyficzny blask i jest przez to bardzo dobrym materiałem na wyroby dekoracyjne. Produkuje się z niego również szkła optyczne, tzw. flint.
- Wzrost średniej dyspersji z ok. 0,007–0,008 dla szkieł konwencjonalnych do ok. 0,02 dla szkła o zawartości 50% PbO. Ma to również wpływ na dekoracyjność poprzez efektowne rozszczepienie światła na głębokich szlifach ozdobnych.
- Zmniejszenie elektrycznej przewodności skrośnej. Wykorzystuje się tę własność przy wytwarzaniu szkieł do izolacji metalowych części lamp.
- Zwiększenie absorpcji promieniowania krótkofalowego, np. rentgenowskiego. Znalazło to zastosowanie przy produkcji szklanych osłon przed tym promieniowaniem.
- Zwiększenie gęstości do 3,5 g/cm³, a nawet ponad 6 g/cm³.
- Zwiększenie przepuszczalności światła ultrafioletowego.

Ponadto szkło ołowiowe jest bardziej miękkie i mniej odporne na działanie kwasów, przez co dobrze nadaje się do rzeźbienia i trawienia. Dodatek ołowiu zmniejsza też lepkość masy szklanej i ułatwia jej topienie, klarowanie oraz formowanie. W procesach produkcji tego szkła PbO łatwo redukuje się do postaci metalicznej, powodując jego ciemnienie. Stwarza to konieczność utrzymywania atmosfery utleniającej przy topieniu, a także stosowania środków ostrożności przy obróbce szkła na palniku.

## Wytwarzanie

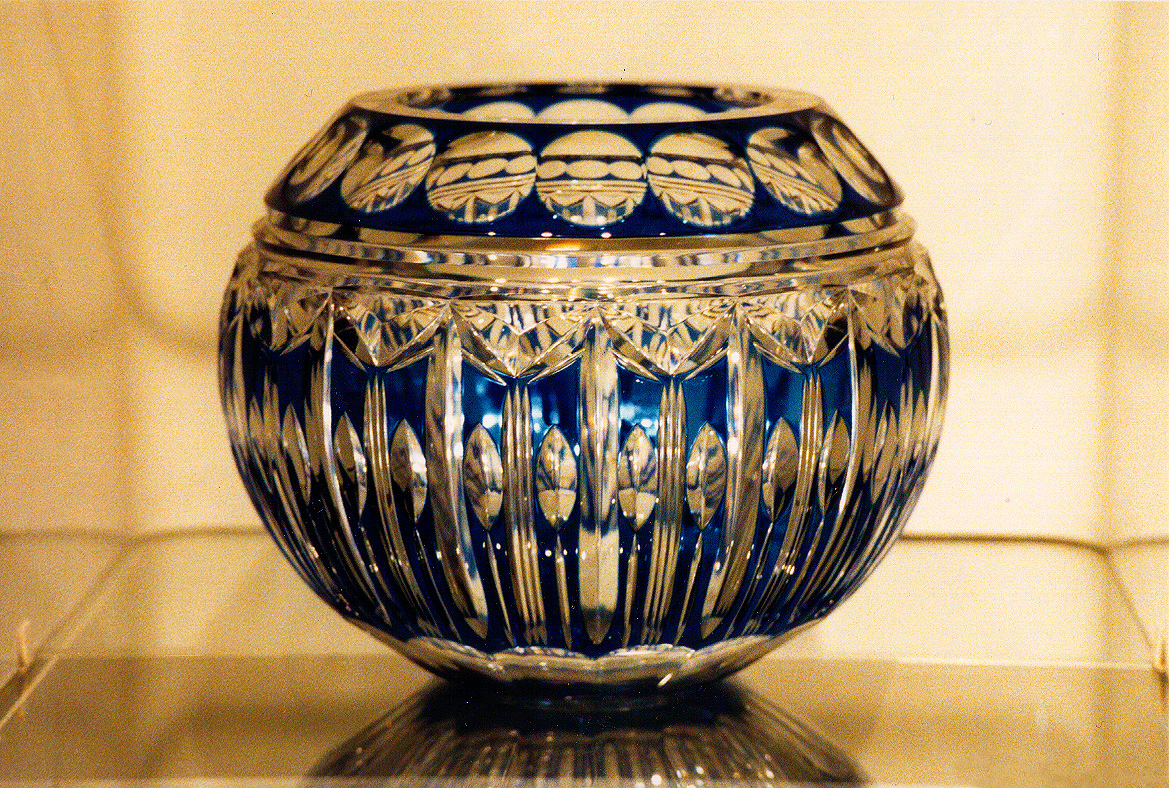
Kryształowa waza w stylu art déco wyprodukowana w Belgii przez Cristalleries du Val-Saint-Lambert – barwiona powierzchniowo, ręcznie zdobiona

Do wytwarzania szkła ołowiowego używa się:
- krzemionki z piasku,
- minii ołowiowej,
- saletry potasowej,
- arszeniku,
- potażu.

## Produkcja przemysłowa
W Polsce wytwarzaniem wyrobów ze szkła kryształowego zajmowały się m.in.:
- Huta Szkła w Zawierciu
- Huta Szkła Kryształowego „Violetta” w Stroniu Śląskim (nie istnieje)
- Huta Szkła Kryształowego „Julia” w Piechowicach[1]
- Huta Szkła Kryształowego „Dorota” w Drawsku Pomorskim
- Huta Szkła Gospodarczego „Irena” w Inowrocławiu
- Huta Szkła Kryształowego „Beata” w Miejskiej Górce
- Huta Szkła Kryształowego „Karolina” w Grójcu
- Huta Szkła „Edyta” w Parszowie
- Huta Szkła „Józefina” w Krośnie
- Huta Szkła „Lucyna” w Pieńsku
- Huta Szkła Kryształowego „Sudety” w Szczytnej (nie istnieje)